# Martin Weinek
Martin Weinek (Leoben, 30 de junio de 1964) es un actor, viticultor, doblador, enólogo, director y empresario austríaco. Trabaja en el mundo del cine, el teatro y la televisión. Es conocido entre el público por el papel del Inspector Fritz Kunz en Rex, un policía diferente.
Estudió drama entre 1983 y el 1986 con el Prof. Peter P. Jost, se dedica al teatro a partir del 1986 en algunas producciones vienenses. Su primer papel menor en una película fue como mozo ascensor en la película Nachsaison, fruto de su participación den el grupo vienes Theater Gruppe 80.
En 1987 obtiene un papel en la obra teatral Der Lechner Edi schaut ins Paradies de Jura Soyfer bajo la dirección de Georg Mittendrein en el marco del festival Ruhrfestspiele Recklinghausen y el papel de un basurero en la película Müllomania de Dieter Berner. 
Entre el 1988 y 1989 trabaja como actor en el Jura-Soyfer-Theater en Viena (Austria) y en otros teatros menores, igualmente trabaja como director, director artístico y productor. En 1989 participa en la serie televisiva austríaca Calafates Joe. Entre 1990 y 1991 es director artístico del teatro Hernalser Stadttheater en Viena. 
En 1999 le llega la popularidad gracias a la serie televisiva Rex, un policía diferente, serie en la cual participa de forma permanente. 
Martin Weinek se interesa también por el vino y la vitivinicultura para adquirir en 1993 una pequeña empresa de producción vinícola propia en Hagensdorf de 3 hectáreas de área, junto al municipio de Heiligenbrunn que regenta junto a su esposa Eva.
El 8 de marzo de 2008 hace las veces de moderador en el Genusse Burgenland.

## Filmografía como actor
- 1989: Calafati Joe (serie televisiva)
- 1999-2004, 2008- : Rex, un policía diferente (serie televisiva)
- 2004: Silentium
- 2005: Grenzverkehr
- 2006: Unter weißen Segeln (Episodio Träume am Horizont)
- 2007: Die Rosenheim-Cops (Episodio Liebe bis zum Ende)